# São José dos Cordeiros
São José dos Cordeiros is een gemeente in de Braziliaanse deelstaat Paraíba. De gemeente telt 4.079 inwoners (schatting 2009).
De gemeente grenst aan Livramento, Taperoá, Parari, Serra Branca, São João do Cariri, Sumé en Amparo (Paraíba).